# Ньепс де Сен-Виктор, Абель
Клод Феликс Абель Ньепс де Сен-Виктор (фр. Claude Félix Abel Niépce de Saint-Victor; 26 июля 1805, Сен-Сир, Саон-э-Луара — 7 апреля 1870, Париж) — французский изобретатель в области фотографии. Лейтенант французской армии и двоюродный брат изобретателя Нисефора Ньепса. Экспериментировал с негативами, сделанными на основе белка на стекле. В своей лаборатории под Парижем Ньепс де Сент-Виктор работал над фиксацией естественных фотографических цветов, а также совершенствовал гелиографический процесс фотомеханической печати. Он написал статью о методе фотомеханической печати, гелиогравюре, которая была опубликована в 1856 году в "Traité pratique de gravure héliographique". В 1850-е годы Ньепс де Сент-Виктор также часто публикуется в "Ла-Люмьер".

## Открытие радиоактивности
К 1804 году немецкий химик Адольф Фердинанд Гелен (1775—1815) заметил, что под воздействием солнечных лучей раствор хлорида урана в эфире быстро изменяет свой цвет (от ярко-жёлтого до зелёного) и выпадает в осадок. В 1850-х годах Ньепс де Сен-Виктор пытался разработать метод цветной фотографии, используя светочувствительные соли металлов. Начав в 1857 году, задолго до опытов Анри Беккереля в 1896 году, Ньепс де Сен-Виктор заметил, что даже в полной темноте некоторые соли могут изменять цвет. Вскоре он понял, что это аномальное явление происходило из-за солей урана (фотографы во Франции, Англии и Германии вскоре подтвердили выводы Ньепса относительно урана). В 1861 году Ньепс объявил, что соли урана испускают какое-то излучение, которое невидимо для человеческого глаза.